# Damian Cantrell
Damian Heath Cantrell (Oxnard, 17 mei 1976) is een Amerikaans voormalig basketballer.

## Carrière
Cantrell speelde collegebasketbal voor de Ventura College Pirates en daarna de San Francisco Dons van 1994 tot 1998. In 1998 werd hij niet gekozen in de NBA draft maar tekende bij het Argentijnse Atlético Echagüe. Van 2000 tot 2001 speelde hij voor Club Sportivo Ben Hur ook uit Argentinië maar uit de tweede klasse en dwong promotie af naar de hoogste klasse. Hij speelde in 2001 voor de Las Vegas Bandits uit de International Basketball League. Hij keerde daarna terug naar Club Sportivo Ben Hur waar hij opnieuw een seizoen speelde. Daarop keerde hij terug naar Amerika en tekende bij de Yakima SunKings uit de Continental Basketball Association waarmee hij kampioen werd en verkozen tot CBA Newcomer of the Year en All-CBA First Team.
Hij speelde daarna in Venezuela voor Guaiqueríes de Margarita en in de zomer speelde hij voor de New York Knicks in de NBA Summer League. Het volgende seizoen startte in de Filipijnen voor Talk 'N Text Phone Pals en voor de rest van het seizoen 2003/04 tekende hij bij de Italiaanse tweedeklasser Dinamo Sassari. Voor het seizoen 2004/05 tekende hij bij de Orange County Crush uit de American Basketball Association. En speelde daarna opnieuw in de Filipijnen bij Talk 'N Text Phone Pals.
In 2006 tekende hij in Libanon bij Blue Stars en van 2007 tot 2008 speelde hij twee seizoenen in de Belgische competitie voor Okapi Aalstar. Nadien speelde hij nog een seizoen voor Zain Basketball Club uit Jordanië en Club La Unión uit Argentinië.

## Erelijst
- Torneo Nacional de Ascenso: 2002
- CBA Newcomer of the Year: 2003
- All-CBA First Team: 2003
- CBA-kampioen: 2003